# Ilse Scheer
Ilse Scheer (* 1935; † 17. April 2007 in Berlin) war eine österreichische Schauspielerin und Regisseurin.

## Werdegang
Ilse Scheer erhielt ihre Schauspielausbildung bei Mela Wigandt und der Burgschauspielerin Dorothea Neff in Wien.
Scheer gehörte zu den Mitinitiatoren des legendären Ensembles Die Komödianten am Wiener Theater am Börseplatz; ihr Moritatenabend Kaiser- und Küchenlieder zählte zu den populärsten Aufführungen dieser Bühne. Anfang der 1970er-Jahre kam Scheer nach Berlin, wo sie, 1972, mit Otto Zonschitz am Halleschen Ufer die Theatermanufaktur, die wichtigste Freie Gruppe in Deutschland, gründete. Fortan inszenierte sie auch am Staatstheater Stuttgart, am Landestheater Tübingen und bei den Ruhrfestspielen. 
Von 1980 bis 1991 war Ilse Scheer künstlerische Leiterin der Theatermanufaktur. Nach der Wende jedoch wurde das politische Theater sowohl von der Berliner Presse als auch dem Senat für verstaubt und die Akteure für „ewig gestrig“ erklärt, und die Gruppe musste ihre Spielstätte verlassen.
Ab 1991 inszenierte Scheer, die als brillante Brecht-Interpretin galt, am Wiener Jura-Soyfer-Theater am Spittelberg – auf den Bühnen Berlins aber sah man sie nach dem Verlust des Hauses am Halleschen Ufer nie wieder.
Ilse Scheer war mit dem Schriftsteller und Regisseur Conny Hannes Meyer verheiratet.

## Filmografie (Auswahl)
- 1969: Bettler, Bauern und Balladen

## Werke
- Rudolf Stodola: Kaiser und Küchenlieder. 1 CD (12 cm) samt Beilage. Preiser Records 90008. Preiser, Wien 1989.[5]
- Rudolf Stodola: Die Nussbaumsonate. 1 CD (12 cm) samt Beilage. Preiser, Wien 2000, ISBN 978-3902028945.
- Rudolf Stodola: Lieder und Gedichte von Bertolt Brecht. 1 CD (12 cm) samt Beilage. Preiser Records 90402. Preiser, Wien 2002.[6]